# Sân bay liên lục địa George Bush
Sân bay liên lục địa George Bush (tiếng Anh: George Bush Intercontinental Airport, (IATA: IAH, ICAO: KIAH, LID FAA: IAH), (IATA: IAH, ICAO: KIAH, LID FAA: IAH) là một sân bay quốc tế hạng B tại Houston, tiểu bang Texas, Hoa Kỳ, phục vụ vùng đô thị Houston–Sugar Land–Baytown. Nằm cách 20 dặm Anh (32 km) 20 dặm (32 km) phía bắc của Trung tâm Houston giữa xa lộ Interstate 45 và Đường cao tốc 59. Sân bay liên lục địa George Bush có chuyến bay thườgn lệ tới các điểm đến trong nước và quốc tế. Sân bay này được đặt theo tên George H. W. Bush, tổng thống thứ 41 của Hiệp chúng quốc Hoa Kỳ.
Sân bay liên lục địa George Bush đã phục vụ 40.479.569 lượt khách vào năm 2010, là sân bay bận rộn thứ 7 về tổng lượng hành khách thông qua ở Bắc Mỹ. Năm 2006, sân bay được xếp hạng là sân bay phát triển nhanh nhất trong 12 sân bay hàng đầu tại Hoa Kỳ theo đánh giá của Bộ Giao thông Hoa Kỳ. Houston là nơi có trụ sở của Continental Airlines, và Sân bay George Bush là trung tâm lớn nhất của Continental với trung bình 800 lượt chuyến đi hàng ngày  Sau sáp nhập Continental với United Airlines, sân bay sẽ là trung tâm lớn nhất cho United..

## Hãng hàng không và tuyến bay

### Hành khách
| Hãng hàng không                                | Các điểm đến | Ga            |
| ---------------------------------------------- | --- | ------------- |
| Aeroméxico                                     | Theo mùa: Cancún, Thành phố México | D             |
| Aeroméxico Connect                             | Thành phố México, Monterrey | D             |
| Air Canada Express                             | Calgary, Toronto–Pearson | A             |
| Air China                                      | Bắc Kinh–Thủ đô | D             |
| Air France                                     | Paris–Charles de Gaulle | D             |
| Alaska Airlines                                | Seattle/Tacoma | A             |
| All Nippon Airways                             | Tokyo–Narita (bắt đầu từ ngày 12 tháng 6 năm 2015) | D             |
| American Airlines                              | Charlotte, Dallas/Fort Worth, Miami | A             |
| American Eagle                                 | Chicago–O'Hare, Los Angeles | A             |
| Avianca El Salvador                            | San Salvador Theo mùa: Roatán | D             |
| British Airways                                | London–Heathrow | D             |
| Delta Air Lines                                | Atlanta, Salt Lake City Theo mùa: Detroit, Minneapolis/St. Paul | A             |
| Delta Connection                               | Atlanta, Cincinnati, Detroit, Minneapolis/St. Paul, New York-LaGuardia, Salt Lake City | A             |
| Emirates                                       | Dubai-International | D             |
| EVA Air                                        | Taipei-Taoyuan (bắt đầu từ ngày 19/6/2015) | D             |
| Frontier Airlines                              | Denver, Phoenix, San Francisco Theo mùa: Philadelphia (bắt đầu từ ngày 30/4/2015) | A             |
| Interjet                                       | Monterrey | D             |
| KLM                                            | Amsterdam | D             |
| Korean Air                                     | Seoul-Incheon | D             |
| Lufthansa                                      | Frankfurt | D             |
| Qatar Airways                                  | Doha | D             |
| Scandinavian Airlines vận hành bởi PrivatAir   | Stavanger | D             |
| Singapore Airlines                             | Moscow–Domodedovo, Singapore | D             |
| SonAir vận hành bởi Atlas Air                  | Thuê chuyến: Luanda | D             |
| Spirit Airlines                                | Atlanta, Baltimore, Cancún (bắt đầu từ ngày 7 tháng 5 năm 2015), Chicago–O'Hare, Denver, Detroit, Fort Lauderdale, Kansas City, Las Vegas, Los Angeles, Managua (bắt đầu từ ngày 28/3/2015), New Orleans, Oakland (bắt đầu từ ngày 16/4/2015), Orlando, San Diego, San José de Costa Rica (bắt đầu từ ngày 28/3/2015), San Pedro Sula (bắt đầu từ ngày 28/3/2015), San Salvador (bắt đầu từ ngày 28 tháng 5, năm 2015), Tampa Theo mùa: Minneapolis/St. Paul, San José del Cabo (bắt đầu từ ngày 7/5/2015), Toluca/Thành phố México (bắt đầu từ ngày 7 tháng 5 năm 2015) | A, D          |
| Turkish Airlines                               | Istanbul–Atatürk | D             |
| United Airlines                                | Albuquerque, Austin, Baltimore, Boston, Calgary, Chicago–O'Hare, Cleveland, Dallas/Fort Worth, Denver, Detroit, Edmonton, Fort Lauderdale, Fort Myers, Honolulu, Indianapolis, Las Vegas, Los Angeles, McAllen (bắt đầu từ ngày 6/6/2015), Miami, New Orleans, New York–LaGuardia, Newark, Oklahoma City, Omaha, Orange County (CA), Orlando, Philadelphia, Phoenix, Pittsburgh, Portland (OR), Sacramento, Salt Lake City, San Antonio, San Diego, San Francisco, San Jose (CA), San Juan, Seattle/Tacoma, Tampa, Vancouver, Washington–Dulles, Washington–National Theo mùa: Anchorage, Atlanta, Eagle/Vail, Gunnison/Crested Butte, Hayden/Steamboat Springs, Jackson Hole, Minneapolis/St. Paul (bắt đầu từ ngày July 2, 2015), Montrose, Nashville (bắt đầu từ ngày Tháng 7 năm 2, 2015), Reno/Tahoe, Saint Thomas (bắt đầu từ ngày June 6, 2015), West Palm Beach | C, E          |
| United Airlines                                | Amsterdam, Belize City, Bogotá, Bonaire, Buenos Aires–Ezeiza, Cancún, Caracas, Cozumel, Frankfurt, Grand Cayman, Guadalajara, Guatemala City, Lagos, Liberia, Lima]], London–Heathrow, Managua, Mérida, Thành phố México, Montego Bay, Monterrey, Munich, Panama City, Port of Spain, Puerto Vallarta, Punta Cana, Quito, Rio de Janeiro–Galeão, Roatán, San José de Costa Rica, San José del Cabo, San Pedro Sula, San Salvador, Santiago de Chile, São Paulo–Guarulhos, Tegucigalpa, Tokyo–Narita Theo mùa: Aruba, Ixtapa/Zihuatanejo, Nassau, Providenciales (bắt đầu từ ngày 6 tháng 6 năm 2015) | E             |
| United Express                                 | Acapulco, Aguascalientes, Albuquerque, Alexandria, Amarillo, Atlanta, Austin, Bakersfield, Baton Rouge, Birmingham (AL), Boise, Brownsville, Calgary, Charleston (SC), Charleston (WV), Charlotte, Chicago–O'Hare, Chihuahua, Cincinnati, Ciudad del Carmen, Cleveland, College Station, Colorado Springs, Columbia (SC), Columbus (OH), Corpus Christi, Dallas/Fort Worth, Denver, Des Moines, Detroit, Durango, Edmonton, El Paso, Fayetteville/Bentonville, Fort Walton Beach, Grand Junction, Grand Rapids, Greenville/Spartanburg, Guadalajara, Gulfport/Biloxi, Harlingen, Hartford/Springfield, Hobbs, Huatulco, Huntsville, Indianapolis, Ixtapa/Zihuatanejo, Jackson (MS), Jacksonville (FL), Kansas City, Killeen/Fort Hood, Knoxville, Lafayette, Lake Charles, Laredo, León/Del Bajío, Lexington, Little Rock, Louisville, Lubbock, Manzanillo, McAllen, Memphis, Thành phố México, Midland–Odessa, Milwaukee, Minneapolis/St. Paul, Mobile, Monroe, Monterrey, Montréal–Trudeau, Morelia, Nashville, New Orleans, Norfolk, Oaxaca, Oklahoma City, Omaha, Ontario, Panama City (FL), Pensacola, Peoria, Phoenix, Pittsburgh, Puebla, Querétaro, Raleigh/Durham, Richmond, Salt Lake City, San Antonio, San José del Cabo, San Luis Potosí, Savannah, Shreveport, St. Louis, Tampico, Toronto–Pearson, Torreón/Gómez Palacio, Tucson, Tulsa, Tyler, Veracruz, Villahermosa, Washington–Dulles, West Palm Beach, Wichita, Williston Theo mùa: Aspen, Bozeman, Fort Myers, Jackson Hole, Miami, Montrose, Nassau, Orlando, Palm Springs, Rapid City, Reno/Tahoe | A, B, C, D, E |
| US Airways                                     | Charlotte, Philadelphia, Phoenix | A             |
| US Airways Express                             | Theo mùa: Philadelphia | A             |
| Vacation Express vận hành bởi Sunwing Airlines | Theo mùa: Freeport (bắt đầu từ ngày Tháng 5 năm 24, 2015) | D             |
| VivaAerobus                                    | Cancún, Guadalajara, Monterrey | D             |
| Volaris                                        | Guadalajara | D             |
| WestJet                                        | Calgary (bắt đầu từ ngày 8 tháng 9 năm 2015) | A             |

### Vận chuyển hàng hóa
| Hãng hàng không                        | Các điểm đến                                                                                                  |
| -------------------------------------- | --- |
| ABX Air (DHL)                          | Cincinnati, Miami                                                                                             |
| Air Cargo Carriers                     | Austin |
| Air France Cargo                       | Paris–Charles de Gaulle                                                                                       |
| Atlas Air                              | Luanda, Luxembourg, Miami                                                                                     |
| Ameriflight                            | New Orleans                                                                                                   |
| Ameristar Air Cargo                    | Laredo, Minneapolis/St.Paul                                                                                   |
| Baron Aviation Services (FedEx Feeder) | College Station                                                                                               |
| Cargolux                               | Atlanta, Dallas/Fort Worth, Glasgow-Prestwick, Guadalajara, Luxembourg, Thành phố México, Miami, New York–JFK |
| Cathay Pacific Cargo                   | Anchorage, Dallas/Fort Worth, Miami                                                                           |
| China Airlines Cargo                   | Anchorage, Chicago–O'Hare, Miami                                                                              |
| Emirates SkyCargo                      | Copenhagen, Dubai–Al Maktoum, Thành phố México, Zaragoza                                                      |
| EVA Airways Cargo                      | Anchorage, Atlanta, Chicago–O'Hare                                                                            |
| FedEx Express                          | El Paso, Fort Worth, Indianapolis, Memphis                                                                    |
| Lufthansa Cargo (AeroLogic)            | Frankfurt, Stavanger                                                                                          |
| Martinaire (UPS)                       | Addison, San Antonio                                                                                          |
| Polar Air Cargo                        | Los Angeles, Panama City                                                                                      |
| Qatar Airways Cargo                    | Doha, Liège, Luxembourg, Thành phố México                                                                     |
| Southern Air                           | Miami |
| Transcarga                             | Miami |
| UPS Airlines                           | Chicago/Rockford, Louisville                                                                                  |